# 第二屆全國體育大會
中华人民共和国第二屆全國體育大會於2002年5月26日至6月3日在中国四川省綿陽市舉行，該屆全國體育新增攀岩、跳傘、龍舟、輪滑、野外定向與舞龍舞獅5個項目，並刪減撞球以及摩托艇兩個項目，合共22個項目，頒發227面金牌，參與代表隊41隊，包括省、市、自治區、解放軍、行業體協。

## 項目
22個項目如下：
- 檯球、高爾夫球、保齡球、門球
- 蹼泳、航海模型、龍舟
- 航空模型
- 體育舞蹈、健美操、健美、技巧
- 中國式摔跤
- 圍棋、中國象棋、國際象棋、橋牌
- 攀岩、跳傘、輪滑、野外定向、舞龍舞獅